# 澳門天主教培聖會
澳門天主教培聖會（Serra Club of Macau）是一個來自不同年齡、種族、背景的各階級天主教教友由天主教澳門教區組成的不牟利善會組織。其宗旨為鼓勵會員修身立德，度更完善的教友生活，實踐基督化精神，服務他人；積極推廣、宣揚司鐸等的聖召。

## 联系方式
- 地址：Largo de São Agostinho, #5, PO Box 1738, Macau
- 電話: 2832 3001
- 傳真: 2832 3001